# Region Taoudénit
Taoudénit ist eine Region von Mali, die im Jahr 2012 aus dem nördlichen Teil des Kreis Timbuktu in der Region Timbuktu gesetzlich geschaffen wurde. Sie hat 18.160 Einwohner (Zensus 2009). Das ergibt mit der Fläche von 440.176 km² eine Bevölkerungsdichte von lediglich 0,041 Einwohnern/km².

## Geschichte und Gliederung
Die tatsächliche Umsetzung der Region begann am 19. Januar 2016 mit der Ernennung von Abdoulaye Alkadi zum Gouverneur der Region. Die Mitglieder des Übergangsrats der Region wurden am 14. Oktober 2016 ernannt. General Abderrahmane Ould Meydou ersetzte Alkadi im Juli 2017 als Gouverneur.
Die Region ist in folgende sechs Kreise unterteilt:
- Achouratt
- Al-Ourche
- Araouane
- Boudje-Béha
- Foum-Alba
- Taoudénit

Die Hauptstadt befindet sich in Taoudeni, obwohl die Regierung derzeit in Timbuktu angesiedelt ist, da es in Taoudeni an Infrastruktur mangelt.